# Moisès ibn Ezra
Moisès ben Jacob ibn Ezra (en hebreu, משה בן יעקב הסלח אבן עזרא Moshe ben Yaʿqob ibn Ezra; en àrab, أبو هارون موسى بن يعقوب ابن عزرا Abū Hārūn Mūsa ben Yaʿqūb ibn ʿEzra’) conegut com a Ha-Sallah «escriptor de penitències» (Granada, ~1055 - d. 1135), fou filòsof i lingüista, i un dels principals poetes jueus d'Al-Àndalus.

## Biografia
Fill de Jacob ibn Ezra, Moisès naix a Granada al voltant de 1155, al si d'una família ben situada en l'administració emiral, relacionada amb Samuel ibn Nagrella i el seu fill Josef, visirs dels emirs zirides. Es coneixen tres germans seus: Isaac, Judà i Josef.
Inicia els seus estudis amb Issac, el seu germà major, i aconsegueix una sòlida formació en cultura àrab. El progrom de 1066 —tot i que la família no es va veure afectada— i la continuació dels seus estudis el portaren a Lucena, on va esdevenir deixeble d'Isaac ibn Gayyat, director de l'escola rabínica, en l'estudi de la cultura hebrea.
Finalitzats els seus estudis torna a Granada, on troba el seu germà Isaac casat amb la filla de Samuel ibn Nagrella i els altres germans en bona posició social i econòmica. Aconsegueix en aquests anys el càrrec de sāḥib al-šurta —de caràcter honorífic— (alt funcionari de l'administració); compon poesia, com el Llibre del collaret; ensenya poètica, entre d'altres, a Yehudà ha-Leví; organitza vetllades poètiques; i es relaciona amb els més famosos erudits jueus i musulmans del seu temps.
Amb la conquesta almoràvit de Granada en 1090, encara es manté un temps a Granada, però en 1095 acaba traslladant-se al nord peninsular, recorrent Castella, Aragó, Navarra i Catalunya. Aquest exili es converteix en una obsessió que es plasma en els seus poemes: expatriar-se és per Ibn Ezra separació, viure en sòl estrany, allunyat de la seva pàtria, però també moure's contínuament, apartant-se cada volta més de la seva terra.
Mor en algun lloc de l'Espanya cristiana, no gaire després de l'any 1135.

## Obra
Moisès ibn Ezra utilitza el judeoàrab per les seves obres en prosa, i l'hebreu per les composicions poètiques.

### Història
- Faḍāʾil ahl al-ādāb wa-l-aḥsāb (Les excel·lències dels literats i persones notables). Obra perduda. Recopilació biogràfica i bibliogràfica d'autors jueus.[4]

### Filosofia
- Maqāla al-ḥadīqa fī maʿnà al-maŷāa wa-l-ḥaqīqa (Tractat del jardí, sobre el sentit figurat i el real) o ʿArugat ha-bosem (El jardí de les aromes), en la traducció a l'hebreu.[5] Es conserven alguns fragments de l'original i una traducció anòmima a l'hebreu de 4 fragments importants del llibre.[4]

És un tractat filosòfic neoplatònic, amb aportacions bíbliques i aristotèliques, influït pels filòsofs àrabs, com Ar-Razí, Al-Kindí, els Germans de la Puresa i Al-Farabí; pels clàssics grecs, com Plató, Aristòtil, Sòcrates, Empèdocles, Pitàgores, Hipòcrates i Galè; i pels filòsofs jueus, com Saadia, Bahya ibn Paquda, Yosef ibn Saddiq i Ibn Gabirol. Ibn Ezra no és un filòsof original, simplement recopila, actualitza i contextualitza els conceptes aportats per la filosofia neoplatònica i aristotèlica.
El tractat del jardi tracta del concepte de l'home microcosmos, imatge i reflex de tota la realitat. En l'home es compendien i resumeixen tots els ordes naturals. L'home està compost per dos elements extrems, el cos i l'enteniment, i dos elements intermedis, l'ànima i l'esperit. També tracta del fet que amb el coneixement amb si mateix, l'home adquireix la imatge de la creació, percep la petjada de Déu; però si l'home aconsegueix dominar les seves passions, obté la unió amb l'enteniment agent, primera obra de la voluntat divina, substància simple, transparent i pura, i mitjançant la seva llum l'enteniment passiu de l'home obté la possessió intel·lectual d'aquelles formes. També afirma que el temps i tot el que existeix prova l'existència del Creador, ja que res no pot existir sense que un principi intel·ligible el planifique; i que Déu, infinit, ni admet divisió ni multiplicació, ni part ni la totalitat, i qualsevol propietat que se li assigni sols pot entendre's metafòricament.
El tractat del jardí conté una darrera part que és un estudi lexicogràfic d'alguns termes bíblics, sobre les parts anatòmiques i detalls del cos humà.

### Lingüística
- Kitāb al-Muḥāḍara wa-l-mudākara (Llibre de la dissertació i l'estudi). Escrit en judeoàrab[10] en la darrera etapa de l'autor —entre 1109 i 1126—, és la seva obra més important. És un manual de preceptiva literària,[11] i també l'únic exemple del gènere literari àrab de l'adab en el món cultural jueu.[9]

Aquesta Poètica, que segueix a Aristòtil, està estructurada en una introducció, un poema final en hebreu, per exemplificar el que el llibre diu, i vuit capítols, els quals es desenvolupen mitjançant l'artifici literari de les preguntes i respostes, i tracten els temes següents:
1. Retòrica o sobre la prosa i els prosistes.
2. Dogmàtica o sobre la poesia i els poetes.
3. La poesia com un do innat i natural dels àrabs.
4. Tenen els jueus poesies de la seva època clàssica?.
5. Els jueus d'Al-Àndalus, superiors com a escriptors i com a poetes. Elabora una història crítica dels escriptors jueus d'Al-Àndalus.
6. Opinions d'autors clàssics sobre la poesia com a art.
7. La composició poètica en somnis.
8. La composició poètica segons el mètode àrab, on enumera i explica vint recursos o figures poètiques, amb molts exemples de poetes àrabs.

### Poesia
Moisès ibn Ezra és el poeta més clàssic de l'escola hebrea d'Al-Àndalus, en quant utilitza principalment els motius clàssics de la poesia àrab, que ell col·loca i adapta a l'estructura de la llengua hebrea clàssica, l'hebreu bíblic. Expressa els temes profans de la poesia àrab tradicional en hebreu bíblic, i per tant, manifesta el mateix esperit barroc i manierista imperant en la poesia àrab del moment. Aquesta manera sofisticada d'expressió fou possible per tal com utilitza la llengua hebrea bíblica com llengua clàssica, semblant a l'àrab clàssic.
La vitalitat del seu estil es reflecteix en l'acumulació i combinació d'estructures i figures del llenguatge: la repetició d'un significat dins el mateix context, les estructures paral·leles i quiàstiques, i les metàfores de negació i en genitiu.
- Sefer ha-ʿanaq (Llibre del collaret) o Sefer ha-Tarsis. 573 breus composicions epigramàtiques, amb 1200 versos que imiten la tècnica àrab d'al-muŷānasa (paronomàsia),[18] on la rima es basa en paraules homòfones però de distint significat, amb bellesa poètica i gran valor lexicogràfic. La introducció del llibre és una peça laudatòria en àrab clàssic escrita en prosa rimada i dedicada a l'astròleg i cortesà sevillà Abū Isḥaq Ibrāhīm ibn al-Muhāŷir.[19] La temàtica és la pròpia de l'època: amor, desamor i infidelitat, vi, jardins i flors, vellesa i joventut, mort.[3]
- Diwan. Compost per 300 poemes seculars, molts d'ells, lloances a amics i elegies a la mort d'erudits, i per poesies sagrades, la mayor part, poemes penitencials (Selihot).[20]
- Altres composicions sagrades es troben disperses pels distints Majzorim —col·leccions d'oracions que comprenen tot el cicle litúrgic anual jueu.[21]